# Little Village
Little Village est un groupe de rock fondé par John Hiatt

## Biographie
En 1987, le guitariste Ry Cooder, le  bassiste Nick Lowe et le batteur Jim Keltner viennent jouer sur l'album Bring The Family de John Hiatt. Le disque est une réussite et fortement acclamé par la critique.
Cinq ans plus tard, les 4 musiciens se réunissent au sein du groupe Little Village, sur l'album éponyme. La tournée qui suivra, passera par le Palais des sports de Paris (Porte de Versailles) le 3 juillet 1992 (avec Calvin Russel en 1re partie).
En 2009, Ry Cooder et Nick Lowe entament une tournée qui passe par la Belgique et la France (à l'Olympia le 24/06/2009) qui n'est pas sans rappeler Little Village ou l'album Party of One (1990) de Nick Lowe.

## Discographie

### Albums studio
- 1987 : Bring the family (A&M Records) de John Hiatt
- 1991 : Little Village (Reprise Records sur Warner) avec une apparition de Sonny Boy Williamson II
  - Solar Sex Panel
  - The Action
  - Inside Job
  - Big Love
  - Take Another Look
  - Do You Want My Job
  - Don't Go Away Mad
  - Fool Who Knows
  - She Runs Hot
  - Don't Think About Her When You're Trying To Drive
  - Don't Bug Me When I'm Working

### Singles
- Solar Sex Panel
- Don't go away mad
- She runs hot

### Albums live
- Stage Job (live at Arie Crown Theatre Chicago) 15 avril 1992
- Living Action (live à San Francisco) 1992
- Anywhere, USA (1992)